# Torre de la Casa Blanca
La Torre de la Casa Blanca o la Torre Blanca és un xalet situat a tocar de l'autopista AP-7, a prop de la sortida d'Hostalric en terme de Fogars de la Selva (Selva). Aquesta casa està datada del 1891 i fou concebuda com a segona residència d'un metge barceloní. Dins la propietat hi havia la Casa Blanca, la casa pairal, ambdues del mateix propietari però amb la construcció de l'autopista AP7 quedaren separades.
Es tracta d'un edifici aïllat i de planta rectangular, de tres plantes i coberta de doble vessant a laterals (encara que consta d'un petit tram de teulada, al centre, de doble vessant a façana). La façana està arrebossada i pintada de blanc, a excepció d'algunes parts sense pintar.
L'estructura de la casa és gairebé simètrica, amb una terrassa que dona la volta a la casa i cobreix una porxada amb cinc arcs rebaixats per banda sostinguts per quatre columnes de secció quadrada de rajola. A l'alçada de la línia d'impostes dels arcs hi ha una línia de doble rajola plana que ressegueix tot el recinte, a més de diversos desaigües ceràmics. Les baranes d'aquesta llarga terrassa són de rajola i els barrots de terra cuita. La construcció és de pedra i rajola, però els ràfecs són de fusta i emergeixen un metre de la façana. La façana principal conté tres finestres altes al primer pis i tres, més petites, a excepció de la central, al segon. Les façanes laterals contenen dues finestres per pis.
A prop de la casa hi ha un altre petit edifici que havia albergat un forn crematori i diverses casetes per a gossos.